# Panchala watsoni
Panchala watsoni är en fjärilsart som beskrevs av Evans 1912. Panchala watsoni ingår i släktet Panchala och familjen juvelvingar. Inga underarter finns listade i Catalogue of Life.